# ناويها (ألبوم)
ألبوم ناويها ( بالأنجليزية :Naweha ) هو الألبوم الثالث للمغني المصري محمد حماقي . يحتوي الألبوم على 10 أغانٍ ، ويتعاون مجددًا مع المؤلف الأغاني أيمن بهجت قمر ، وأمير طعيمة ، ومحمد عاطف ، وغيرهم في صناعة الموسيقى مثل الملحنين محمد يحيى ورامي جمال ومحمد النادي وتامر علي والموزعين توما وتميم. سمي على اسم الأغنية الشعبية ناويها.
- قائمة الأغاني

| الرقم | اسم الاغنية    | المدة | الشاعر        | الملحن      | الموزع |
| ----- | -------------- | ----- | ------------- | ----------- | ------ |
| 1     | أكتر م الدنيا  | 04:05 | أمير طعيمة    | محمد يحيى   | توما   |
| 2     | حبيبي لو زعلان | 03:42 | أيمن بهجت قمر | محمد حماقي  | تميم   |
| 3     | ناويها         | 03:50 | أيمن بهجت قمر | محمد يحيى   | توما   |
| 4     | مش معقول       | 04:00 | أمير طعيمة    | رامي جمال   | توما   |
| 5     | جت يا مجتش     | 04:02 | أيمن بهجت قمر | محمد النادي | توما   |
| 6     | قالوا فيكي     | 03:45 | أيمن بهجت قمر | محمد يحيى   | تميم   |
| 7     | أنا لو أذيته   | 05:00 | أيمن بهجت قمر | محمد يحيى   | توما   |
| 8     | هانت           | 03:46 | محمد عاطف     | رامي جمال   | توما   |
| 9     | وأفتكرت        | 04:14 | أيمن بهجت قمر | تامر علي    | تميم   |
| 10    | هنا جنبي       | 03:28 | أمير طعيمة    | محمد النادي | توما   |